# فهرست عناوین و افتخارات محمدرضا پهلوی
محمّدرضا شاه پهلوی چه در زمان ولیعهدی و چه در زمان پادشاهی دارای عناوین، القاب و افتخارات داخلی و خارجی‌ متعددی بود.

## عناوین و القاب سلطنتی
- ۲۴ آوریل ۱۹۲۶ (۳ اردی‌بهشت ۱۳۰۵) (تاجگذاری رضاشاه)  – ۱۶ سپتامبر ۱۹۴۱ (۲۵ شهریور ۱۳۲۰): والاحضرت همایون ولیعهد
- ۱۶ سپتامبر ۱۹۴۱ (۲۵ شهریور ۱۳۲۰) (سقوط رضاشاه) – ۲۶ اکتبر ۱۹۶۷ (۴ آبان ۱۳۴۶): اعلیحضرت همایونی شاهنشاه
- ۲۶ اکتبر ۱۹۶۷ (۴ آبان ۱۳۴۶) (تاجگذاری محمدرضا پهلوی) – ۱۱ فوریه ۱۹۷۹ (۲۲ بهمن ۱۳۵۷): اعلیحضرت همایونی، شاهنشاه آریامهر

در ۱۵ سپتامبر ۱۹۶۵ (۲۴ شهریور ۱۳۴۳)، مجلس شورای ملی و مجلس سنا لقب آریامهر را به محمدرضا پهلوی اعطا می‌کنند.

## درجات نظامی
دولت شاهنشاهی ایران
- ۱۹۳۸ – ۱۹۳۸: ستوان دوم، ارتش شاهنشاهی ایران
- ۱۹۳۸ – ۱۶ سپتامبر ۱۹۴۱: کاپیتان، ارتش شاهنشاهی ایران
- ۱۶ سپتامبر ۱۹۴۱ – ۲۱ ژوئیه ۱۹۵۲: فرمانده کل نیروهای مسلح
- ۱۹ اوت ۱۹۵۳ – ۱۱ فوریه ۱۹۷۹: فرمانده کل نیروهای مسلح

## افتخارات

### افتخارات دودمانی ملی
انتصابات
| کشور           | تاریخ                             | انتصاب                      | انتصاب                      |
| -------------- | --------------------------------- | --------------------------- | --------------------------- |
| شاهنشاهی ایران | ۱۶ سپتامبر ۱۹۴۱ – ۲۷ ژوئیه ۱۹۸۰   | شاه                         | نشان ذوالفقار               |
| شاهنشاهی ایران | ۱۲ دسامبر ۱۹۴۶ – ۴ فوریه ۱۹۴۹     | شوالیه                      | نشان ذوالفقار               |
| شاهنشاهی ایران | ۴ فوریه ۱۹۴۹ – ۲۷ ژوئیه ۱۹۸۰      | افسر بزرگ شوالیه            | نشان ذوالفقار               |
| شاهنشاهی ایران | ۱۹۳۲ – ۱۶ سپتامبر ۱۹۴۱            | گردنبند کبیر                | نشان پهلوی                  |
| شاهنشاهی ایران | ۱۶ سپتامبر ۱۹۴۱ – ۲۷ ژوئیه ۱۹۸۰   | فرمانروا                    | نشان پهلوی                  |
| شاهنشاهی ایران | ۲۶ سپتامبر ۱۹۶۷ – ۲۷ ژوئیه ۱۹۸۰   | نشان آفتاب                  | نشان آفتاب                  |
| شاهنشاهی ایران | ۱۶ سپتامبر ۱۹۴۱ – ۲۶ سپتامبر ۱۹۶۷ | نشان آفتاب                  | نشان آفتاب                  |
| شاهنشاهی ایران | ۱۶ سپتامبر ۱۹۴۱ – ۲۷ ژوئیه ۱۹۸۰   | نشان اقدس                   | نشان اقدس                   |
| شاهنشاهی ایران | ۱۶ سپتامبر ۱۹۴۱ – ۲۷ ژوئیه ۱۹۸۰   | نشان افتخار شیر و خورشید    | نشان افتخار شیر و خورشید    |
| شاهنشاهی ایران | ۲۴ آپریل ۱۹۲۶ – ۱۶ سپتامبر ۱۹۴۱   | گردنبند شوالیه کبیر         | نشان تاج (ایران)            |
| شاهنشاهی ایران | ۱۶ سپتامبر ۱۹۴۱ – ۲۷ ژوئیه ۱۹۸۰   | فرمانروا                    | نشان تاج (ایران)            |
| شاهنشاهی ایران | ۱۹۵۷ – ۲۷ ژوئیه ۱۹۸۰              | نشان هفت‌پیکر                | نشان هفت‌پیکر                |
| شاهنشاهی ایران | ۱۹۳۸ – ۱۶ سپتامبر ۱۹۴۱            | درجه سه                     | نشان لیاقت نظامی (ایران)    |
| شاهنشاهی ایران | ۱۹۳۸ – ۱۶ سپتامبر ۱۹۴۱            | درجه یک                     | نشان لیاقت نظامی (ایران)    |
| شاهنشاهی ایران | ۱۶ سپتامبر ۱۹۴۱ – ۲۷ ژوئیه ۱۹۸۰   | فرمانروا                    | نشان لیاقت نظامی (ایران)    |
| شاهنشاهی ایران | ۱۹۳۸ – ۱۶ سپتامبر ۱۹۴۱            | درجه سه                     | فرمان نظامی سپاه            |
| شاهنشاهی ایران | ۱۹۳۸ – ۱۶ سپتامبر۱۹۴۱             | درجه دو                     | فرمان نظامی سپاه            |
| شاهنشاهی ایران | ۱۹۳۸ – ۱۶ سپتامبر۱۹۴۱             | درجه یک                     | فرمان نظامی سپاه            |
| شاهنشاهی ایران | ۱۶ سپتامبر ۱۹۴۱ – ۲۷ ژوئیه ۱۹۸۰   | فرمانروا                    | فرمان نظامی سپاه            |
| شاهنشاهی ایران | ۱۶ سپتامبر ۱۹۴۱ – ۲۷ ژوئیه ۱۹۸۰   | نشان شیر و خورشید سرخ ایران | نشان شیر و خورشید سرخ ایران |
| شاهنشاهی ایران | ۱۲ دسامبر ۱۹۴۶ – ۱۶ سپتامبر ۱۹۴۱  | درجه یک                     | نشان افتخار                 |
| شاهنشاهی ایران | ۱۶ سپتامبر ۱۹۴۱ – ۲۷ ژوئیه ۱۹۸۰   | فرمانروا                    | نشان افتخار                 |
| شاهنشاهی ایران | ۱۶ سپتامبر ۱۹۴۱ – ۲۷ ژوئیه ۱۹۸۰   | حاکم نشان خدمت              | حاکم نشان خدمت              |
| شاهنشاهی ایران | ۱۶ سپتامبر ۱۹۴۱ – ۲۷ ژوئیه ۱۹۸۰   | حاکم نشان خدمت سه ستاره     | حاکم نشان خدمت سه ستاره     |
| شاهنشاهی ایران | '                                 | درجه یک                     | سفارش پاس                   |
| شاهنشاهی ایران | ۱۶ سپتامبر ۱۹۴۱ – ۲۷ ژوئیه ۱۹۸۰   | فرمانروا                    | سفارش پاس                   |
| شاهنشاهی ایران | ۱۶ سپتامبر ۱۹۴۱ – ۲۷ ژوئیه ۱۹۸۰   | حاکم نشان همایون            | حاکم نشان همایون            |
| شاهنشاهی ایران | – ۲۷ ژوئیه ۱۹۸۰                   | حاکم نشان سپاسگذاری         | حاکم نشان سپاسگذاری         |
| شاهنشاهی ایران | – ۲۷ ژوئیه ۱۹۸۰                   | حاکم نشان ابن سینا          | حاکم نشان ابن سینا          |
| شاهنشاهی ایران | – ۲۷ ژوئیه ۱۹۸۰                   | حاکم نشان علوم              | حاکم نشان علوم              |
| شاهنشاهی ایران | – ۲۷ ژوئیه ۱۹۸۰                   | حاکم نشان شکوه              | حاکم نشان شکوه              |
| شاهنشاهی ایران | – ۲۷ ژوئیه ۱۹۸۰                   | حاکم نشان شایستگی رسمی      | حاکم نشان شایستگی رسمی      |
| شاهنشاهی ایران | – ۲۷ ژوئیه ۱۹۸۰                   | حاکم نشان پلیس نظامی        | حاکم نشان پلیس نظامی        |
| شاهنشاهی ایران | – ۲۷ ژوئیه ۱۹۸۰                   | حاکم نشان پلیس              | حاکم نشان پلیس              |
| شاهنشاهی ایران | – ۲۷ ژوئیه ۱۹۸۰                   | حاکم نشان رازی              | حاکم نشان رازی              |
| شاهنشاهی ایران | – ۲۷ ژوئیه ۱۹۸۰                   | حاکم نشان هنر ها            | حاکم نشان هنر ها            |

تزیینات و مدالها
| کشور           | تاریخ          | تزیین/مدال                                              | تزیین/مدال                                              |
| -------------- | -------------- | ------------------------------------------------------- | ------------------------------------------------------- |
| شاهنشاهی ایران | ۱۵ اکتبر ۱۹۷۱  | حاکم دریافت کننده مدال پرسپولیس                         | حاکم دریافت کننده مدال پرسپولیس                         |
| شاهنشاهی ایران | ۱۴ اکتبر ۱۹۷۱  | حاکم دریافت کننده مدال جشن های ۲۵۰۰ ساله شاهنشاهی ایران | حاکم دریافت کننده مدال جشن های ۲۵۰۰ ساله شاهنشاهی ایران |
| شاهنشاهی ایران | ۲۶ اکتبر ۱۹۶۷  | حاکم مدال تاج گذاری شاهنشاهی                            | حاکم مدال تاج گذاری شاهنشاهی                            |
| شاهنشاهی ایران | '              | حاکم دریافت کننده مدال اصلاحات ارضی                     | حاکم دریافت کننده مدال اصلاحات ارضی                     |
| شاهنشاهی ایران | '              | حاکم دریافت کننده مدال پیشاهنگی                         | حاکم دریافت کننده مدال پیشاهنگی                         |
| شاهنشاهی ایران | '              | حاکم دریافت کننده مدال ورزش                             | حاکم دریافت کننده مدال ورزش                             |
| شاهنشاهی ایران | ۱۹۵۳           | حاکم دریافت کننده مدال ۲۸ مرداد                         | حاکم دریافت کننده مدال ۲۸ مرداد                         |
| شاهنشاهی ایران | ۱۹۷۸           | حاکم دریافت کننده مدال صدمین سالگرد رضاشاه              | حاکم دریافت کننده مدال صدمین سالگرد رضاشاه              |
| شاهنشاهی ایران | ۲۴ آپریل ۱۹۲۶  | حاکم دریافت کننده مدال تاجگذاری رضاشاه                  | حاکم دریافت کننده مدال تاجگذاری رضاشاه                  |
| شاهنشاهی ایران | ۱۲ دسامبر ۱۹۴۶ | درجه یک                                                 | نشان آذرآبادگان                                         |
| شاهنشاهی ایران | ۱۲ دسامبر ۱۹۴۶ | فرمانروا                                                | نشان آذرآبادگان                                         |
| شاهنشاهی ایران | ۲۴ آپریل ۱۹۲۶  | مدال شوالیه خانوادگی شاهنشاهی رضاشاه                    | مدال شوالیه خانوادگی شاهنشاهی رضاشاه                    |
| شاهنشاهی ایران |                | حاکم دریافت کننده مدال سوگ                              | حاکم دریافت کننده مدال سوگ                              |
| شاهنشاهی ایران |                | حاکم دریافت کننده مدال فر                               | حاکم دریافت کننده مدال فر                               |
| شاهنشاهی ایران |                | حاکم دریافت کننده مدال تیراندازی                        | حاکم دریافت کننده مدال تیراندازی                        |
| شاهنشاهی ایران |                | حاکم دریافت کننده مدال شجاعت                            | حاکم دریافت کننده مدال شجاعت                            |
| شاهنشاهی ایران |                | حاکم دریافت کننده مدال همکاری                           | حاکم دریافت کننده مدال همکاری                           |
| شاهنشاهی ایران |                | حاکم دریافت کننده مدال ابن سینا                         | حاکم دریافت کننده مدال ابن سینا                         |
| شاهنشاهی ایران |                | حاکم دریافت کننده مدال همایون                           | حاکم دریافت کننده مدال همایون                           |
| شاهنشاهی ایران |                | حاکم دریافت کننده مدال افتخار                           | حاکم دریافت کننده مدال افتخار                           |
| شاهنشاهی ایران |                | حاکم دریافت کننده مدال تلاش                             | حاکم دریافت کننده مدال تلاش                             |
| شاهنشاهی ایران |                | حاکم دریافت کننده مدال آموزش نظامی                      | حاکم دریافت کننده مدال آموزش نظامی                      |
| شاهنشاهی ایران |                | حاکم دریافت کننده مدال لیاقت نظامی                      | حاکم دریافت کننده مدال لیاقت نظامی                      |
| شاهنشاهی ایران |                | حاکم دریافت کننده مدال خدمات (غیر نظامی)                | حاکم دریافت کننده مدال خدمات (غیر نظامی)                |
| شاهنشاهی ایران |                | حاکم دریافت کننده مدال خدمت (نظامی)                     | حاکم دریافت کننده مدال خدمت (نظامی)                     |
| شاهنشاهی ایران |                | حاکم دریافت کننده مدال شکوه                             | حاکم دریافت کننده مدال شکوه                             |
| شاهنشاهی ایران |                | حاکم دریافت کننده مدال قهرمان                           | حاکم دریافت کننده مدال قهرمان                           |
| شاهنشاهی ایران |                | حاکم دریافت کننده مدال خوشه پروین                       | حاکم دریافت کننده مدال خوشه پروین                       |
| شاهنشاهی ایران |                | حاکم دریافت کننده مدال نظامی                            | حاکم دریافت کننده مدال نظامی                            |
| شاهنشاهی ایران |                | حاکم دریافت کننده مدال پاداش                            | حاکم دریافت کننده مدال پاداش                            |
| شاهنشاهی ایران |                | حاکم دریافت کننده مدال سازمان تربیت بدنی و تفریح ایران  | حاکم دریافت کننده مدال سازمان تربیت بدنی و تفریح ایران  |
| شاهنشاهی ایران |                | حاکم دریافت کننده مدال تیراندازی ارشد                   | حاکم دریافت کننده مدال تیراندازی ارشد                   |
| شاهنشاهی ایران |                | حاکم دریافت کننده مدال سپاهی                            | حاکم دریافت کننده مدال سپاهی                            |
| شاهنشاهی ایران |                | حاکم دریافت کننده مدال سوم اسفند                        | حاکم دریافت کننده مدال سوم اسفند                        |
| شاهنشاهی ایران |                | حاکم دریافت کننده مدال رستاخیز                          | حاکم دریافت کننده مدال رستاخیز                          |

## افتخارات خارجی
| کشور                             | تاریخ                                         | نشان/دکور                                                             | نشان/دکور                                                             |
| -------------------------------- | --------------------------------------------- | --------------------------------------------------------------------- | --------------------------------------------------------------------- |
| پادشاهی آلبانی                   | ۱۹۷۵ – 27 July ۱۹۸۰                           | نشان افتخاری وفاداری خانه زوگو                                        | نشان افتخاری وفاداری خانه زوگو                                        |
| خاندان سلطنتی افغانستان          | پیش از ۱۹۴۲ – 27 July ۱۹۸۰                    | تراز اول                                                              | نشان افتخار خورشید عالی                                               |
| خاندان سلطنتی افغانستان          | ۲۶ March ۱۹۵۰                                 | شوالیه صلیب بزرگ با یقه                                               | نشان افتخار خورشید عالی                                               |
| آرژانتین                         | ۱۷ May 1965 – 27 July ۱۹۸۰                    | صلیب بزرگ با یقه نشان افتخار ژنرال آزادی بخش سن مارتین                | صلیب بزرگ با یقه نشان افتخار ژنرال آزادی بخش سن مارتین                |
| اتریش                            | ۱۵ March 1958 – 27 July ۱۹۸۰                  | نشان افتخار ستاره بزرگ نشان افتخار برای خدمات به جمهوری اتریش         | نشان افتخار ستاره بزرگ نشان افتخار برای خدمات به جمهوری اتریش         |
| بحرین                            | ۱۹۷۵ – 27 July ۱۹۸۰                           | نشان افتخار شوالیه صلیب بزرگ با یقه آل خلیفه                          | نشان افتخار شوالیه صلیب بزرگ با یقه آل خلیفه                          |
| بلژیک                            | ۱۵ March 1939 – 27 July ۱۹۸۰                  | شوالیه کمربند بزرگ (مدنی)                                             | نشان افتخار لئوپولد                                                   |
| بلژیک                            | ۱۱ May 1960 – 27 July ۱۹۸۰                    | شوالیه بزرگ کمربند(نظامی)                                             | نشان افتخار لئوپولد                                                   |
| برزیل                            | ۴ May 1965 – 27 July ۱۹۸۰                     | نشان افتخار صلیب بزرگ با یقه از نشان صلیب جنوبی                       | نشان افتخار صلیب بزرگ با یقه از نشان صلیب جنوبی                       |
| چکسلواکی                         | 22 March 1939 – 27 July ۱۹۸۰                  | Grand Cross without Collar (Civil)                                    | نشان افتخار شیر سفید                                                  |
| چکسلواکی                         | December 1943 – 27 July 1980                  | Grand Cross with Collar (Military)                                    | نشان افتخار شیر سفید                                                  |
| جمهوری سوسیالیستی چکسلواکی       | 23 March 1967 – 27 July ۱۹۸۰                  | Grand Cross without Collar (مدنی)                                     | نشان افتخار شیر سفید                                                  |
| جمهوری سوسیالیستی چکسلواکی       | 26 August 1977 – 27 July ۱۹۸۰                 | Grand Cross with Collar (Military)                                    | نشان افتخار شیر سفید                                                  |
| تایوان                           | 3 June 1946 – 27 July ۱۹۸۰                    | Grand Cross of the Order of Propitious Clouds                         | Grand Cross of the Order of Propitious Clouds                         |
| تایوان                           | 5 May 1958 – 27 July ۱۹۸۰                     | Recipient of the Order of Brilliant Jade                              | Recipient of the Order of Brilliant Jade                              |
| جمهوری دموکراتیک کنگو            | 23 February 1974 – 27 July ۱۹۸۰               | Grand Cordon of the National Order of the Leopard                     | Grand Cordon of the National Order of the Leopard                     |
| دانمارک                          | 14 May 1959 – 27 July ۱۹۸۰                    | نشان افتخار شوالیه صلیب بزرگ فیل                                      | نشان افتخار شوالیه صلیب بزرگ فیل                                      |
| خاندان سلطنتی مصر                | ۱۶ March ۱۹۳۹ – ۲۷ July ۱۹۸۰                  | Grand Cross with Collar of the Order of Muhammad Ali                  | Grand Cross with Collar of the Order of Muhammad Ali                  |
| مصر                              | ۷ January ۱۹۷۵ – ۲۷ July ۱۹۸۰                 | Grand Cross with Collar of the Order of the Nile                      | Grand Cross with Collar of the Order of the Nile                      |
| خاندان سلطنتی اتیوپی             | 14 September 1964 – 27 July ۱۹۸۰              | نشان افتخار شوالیه بزرگ با یقه نشان سلیمان                            | نشان افتخار شوالیه بزرگ با یقه نشان سلیمان                            |
| فنلاند                           | 22 June 1970 – 27 July ۱۹۸۰                   | نشان افتخار صلیب بزرگ با یقه نشان افتخار رز سفید فنلاند               | نشان افتخار صلیب بزرگ با یقه نشان افتخار رز سفید فنلاند               |
| فرانسه                           | 15 June 1939 – 27 July ۱۹۸۰                   | نشان افتخار صلیب بزرگ لژیون دونور                                     | نشان افتخار صلیب بزرگ لژیون دونور                                     |
| فرانسه                           | 3 August 1948 – 27 July ۱۹۸۰                  | صلیب جنگی فرانسه با نخل                                               | صلیب جنگی فرانسه با نخل                                               |
| گابن                             | 22 October 1975 – 27 July ۱۹۸۰                | Grand Cross of the Order of the Equatorial Star                       | Grand Cross of the Order of the Equatorial Star                       |
| خانواده سلطنتی یونان             | 1960 – 27 July 1980                           | نشان افتخار شوالیه صلیب بزرگ سلطنتی نشان ردیمر                        | نشان افتخار شوالیه صلیب بزرگ سلطنتی نشان ردیمر                        |
| مجارستان                         | September 1967 – 27 July 1980                 | First Class of the Order of the Flag of the Republic of Hungary       | First Class of the Order of the Flag of the Republic of Hungary       |
| خاندان سلطنتی عراق               | 14 June 1949 – 27 July ۱۹۸۰                   | Grand Order of the Hashimites of Iraq                                 | Grand Order of the Hashimites of Iraq                                 |
| خاندان سلطنتی عراق               | March 1939 – 27 July 1980                     | Grand Cross of the Order of the Two Rivers (Civil)                    | Grand Cross of the Order of the Two Rivers (Civil)                    |
| جمهوری عراق                      | 13 February 1967 – 27 July ۱۹۸۰               | Grand Cross of the Order of the Two Rivers (Military)                 | Grand Cross of the Order of the Two Rivers (Military)                 |
| ایتالیا                          | 20 August 1948 – 27 July ۱۹۸۰                 | Italian Cross of Merit for War                                        | Italian Cross of Merit for War                                        |
| ایتالیا                          | 26 August 1957 – 27 July ۱۹۸۰                 | نشان شایستگی صلیب بزرگ با یقه جمهوری ایتالیا                          | نشان شایستگی صلیب بزرگ با یقه جمهوری ایتالیا                          |
| سریر مقدس                        | 20 August 1948 – 27 July ۱۹۸۰                 | Knight of the Pontifical Order of the Golden Spur                     | Knight of the Pontifical Order of the Golden Spur                     |
| ژاپن                             | 13 May 1958 – 27 July ۱۹۸۰                    | نشان افتخار سلطنتی شوالیه بزرگ کمربند با یقه گل داوودی                | نشان افتخار سلطنتی شوالیه بزرگ کمربند با یقه گل داوودی                |
| ژاپن                             | 1957 – 27 July 1980                           | Golden Pheasant Award of the Scout Association of Japan               | Golden Pheasant Award of the Scout Association of Japan               |
| اردن                             | 28 July 1949 – 27 July ۱۹۸۰                   | Knight Grand Cordon with Collar of the Order of al-Hussein bin Ali    | Knight Grand Cordon with Collar of the Order of al-Hussein bin Ali    |
| اردن                             | 28 July 1949 – 27 July ۱۹۸۰                   | Grand Cordon with Brilliants of the Supreme Order of the Renaissance  | Grand Cordon with Brilliants of the Supreme Order of the Renaissance  |
| کویت                             | 1974 – 27 July 1980                           | Knight Grand Cross with Collar of the Order of Mubarak the Great      | Knight Grand Cross with Collar of the Order of Mubarak the Great      |
| لبنان                            | after 1942; before 1926 – 27 July 1980        | Grand Cordon of the National Order of the Cedars                      | Grand Cordon of the National Order of the Cedars                      |
| لبنان                            | 17 October 1956 – 27 July ۱۹۸۰                | Extraordinary Grade of the Order of Merit                             | Extraordinary Grade of the Order of Merit                             |
| خاندان سلطنتی لیبی               | 13 May 1958 – 27 July ۱۹۸۰                    | Knight Grand Cross with Collar of the Order of Idris I                | Knight Grand Cross with Collar of the Order of Idris I                |
| مالزی                            | 16 January 1968 – 27 July ۱۹۸۰                | Honorary Member of the Order of the Crown of the Realm                | Honorary Member of the Order of the Crown of the Realm                |
| مکزیک                            | 8 May 1975 – 27 July ۱۹۸۰                     | Collar of the Order of the Aztec Eagle                                | Collar of the Order of the Aztec Eagle                                |
| مراکش                            | 11 June 1966 – 27 July ۱۹۸۰                   | Special Class of the Order of Muhammad                                | Special Class of the Order of Muhammad                                |
| نپال                             | 3 July 1960 – 27 July ۱۹۸۰                    | نشان افتخار باشکوه ترین فرمان حاکم نیکوکار(اوجاسوی راجانیا)           | نشان افتخار باشکوه ترین فرمان حاکم نیکوکار(اوجاسوی راجانیا)           |
| هلند                             | 19 May 1959 – 27 July ۱۹۸۰                    | Knight Grand Cross of the Order of the Netherlands Lion               | Knight Grand Cross of the Order of the Netherlands Lion               |
| هلند                             | April 30, 1962                                | Silver Wedding Anniversary Medal of Queen Juliana and Prince Bernhard | Silver Wedding Anniversary Medal of Queen Juliana and Prince Bernhard |
| نروژ                             | 17 May 1961 – 27 July ۱۹۸۰                    | نشان افتخار شوالیه صلیب بزرگ با یقه سنت اولاف                         | نشان افتخار شوالیه صلیب بزرگ با یقه سنت اولاف                         |
| عمان                             | 2 March 1974 – 27 July ۱۹۸۰                   | First Class Order of Oman (Military)                                  | First Class Order of Oman (Military)                                  |
| پاکستان                          | 9 November 1959 – 27 July ۱۹۸۰                | دریافت کننده نشان افتخار پاکستان                                      | دریافت کننده نشان افتخار پاکستان                                      |
| لهستان                           | 19 September 1967 – 27 July ۱۹۸۰              | نشان افتخار صلیب بزرگ تولد لهستان                                     | نشان افتخار صلیب بزرگ تولد لهستان                                     |
| پرتغال                           | 27 July 1967 – 27 July ۱۹۸۰                   | Grand Cross with Collar of the Order of Prince Henry                  | Grand Cross with Collar of the Order of Prince Henry                  |
| قطر                              | 13 November 1975 – 27 July ۱۹۸۰               | Knight Grand Cross with Collar of the Order of Independence           | Knight Grand Cross with Collar of the Order of Independence           |
| رومانی                           | 27 May 1966 – 27 July ۱۹۸۰                    | Recipient of the Order of the Star of the Romanian People's Republic  | Recipient of the Order of the Star of the Romanian People's Republic  |
| عربستان سعودی                    | 28 April 1975 – 27 July ۱۹۸۰                  | Knight of the Great Badr Chain                                        | Knight of the Great Badr Chain                                        |
| عربستان سعودی                    | 9 August 1955 or 12 March 1957 – 27 July ۱۹۸۰ | Knight Grand Cross of the Order of Abdulaziz al Saud                  | Knight Grand Cross of the Order of Abdulaziz al Saud                  |
| خاندان ساوی                      | 6 July 1976 – 27 July ۱۹۸۰                    | Knight of the Supreme Order of the Most Holy Annunciation             | Knight of the Supreme Order of the Most Holy Annunciation             |
| خاندان ساوی                      | 6 July 1976 – 27 July ۱۹۸۰                    | Knight Grand Cross of the Crown of Italy of the House of Savoy        | Knight Grand Cross of the Crown of Italy of the House of Savoy        |
| خاندان ساوی                      | 6 July 1976 – 27 July ۱۹۸۰                    | Knight Grand Cross of the Order of Saints Maurice and Lazarus         | Knight Grand Cross of the Order of Saints Maurice and Lazarus         |
| سومالی                           | 28 December 1977 – 27 July ۱۹۸۰               | Recipient of the Order of the Somali Star                             | Recipient of the Order of the Somali Star                             |
| اسپانیا                          | 19 April 1975 – 27 July ۱۹۸۰                  | یقه افتخار کارلوس سوم                                                 | یقه افتخار کارلوس سوم                                                 |
| اسپانیا                          | 22 May 1957 – 27 July ۱۹۸۰                    | Collar of the Order of Isabella the Catholic                          | Collar of the Order of Isabella the Catholic                          |
| سودان                            | 24 February 1974 – 27 July ۱۹۸۰               | Chain of Honour of the Sudan                                          | Chain of Honour of the Sudan                                          |
| سوریه                            | after 1942; before 1926 – 27 July 1980        | Member First Class of the Order of Umayyad                            | Member First Class of the Order of Umayyad                            |
| سوئد                             | 29 April 1960 – 4 September ۱۹۶۷              | Member                                                                | نشان افتخار سلطنتی سرافیم                                             |
| سوئد                             | 4 September 1967 – 27 July ۱۹۸۰               | یقه                                                                   | نشان افتخار سلطنتی سرافیم                                             |
| تایلند                           | 22 January 1968 – 27 July ۱۹۸۰                | یقه افتخار نشان راجامیترابورن                                         | یقه افتخار نشان راجامیترابورن                                         |
| تایلند                           | 23 April 1968 – 27 July ۱۹۸۰                  | دریافت کننده نشان افتخار سلطنتی خاندان چاکری                          | دریافت کننده نشان افتخار سلطنتی خاندان چاکری                          |
| تونس                             | 15 March ۱۹۶۵ – 27 July ۱۹۸۰                  | Grand Cross with Collar of the Order of Independence                  | Grand Cross with Collar of the Order of Independence                  |
| بریتانیا                         | ۲۱ July ۱۹۴۸ – ۲۷ July ۱۹۸۰                   | Recipient of the Royal Victorian Chain                                | Recipient of the Royal Victorian Chain                                |
| ایالات متحده آمریکا              | 7 October 1947 – 27 July ۱۹۸۰                 | فرمانده ارشد لژیون افتخار                                             | فرمانده ارشد لژیون افتخار                                             |
| آلمان غربی                       | 25 February 1955 – 27 July ۱۹۸۰               | صلیب بزرگ درجه ویژه نشان شایستگی جمهوری فدرال                         | صلیب بزرگ درجه ویژه نشان شایستگی جمهوری فدرال                         |
| جمهوری فدرال سوسیالیستی یوگسلاوی | 3 June 1966 – 27 July ۱۹۸۰                    | Grand Star of the Order of the Yugoslav Star                          | Grand Star of the Order of the Yugoslav Star                          |